# Kőváry Zoltán
Kőváry Zoltán Ernő (1974. április 29. –) magyar indie- zenész, énekes, dalszerző, dalszövegíró, gitáros, valamint a The Trousers rock zenekar énekes-gitárosa. Mindemellett az ELTE Pedagógiai és Pszichológiai Kar docense. 

## Életútja
Szülővárosában végezte el a Rózsa Ferenc Gimnáziumot. Testvére Kőváry Péter (1972–2022) szintén zenész volt. A Szegedi Tudományegyetemen diplomázott magyar irodalomból és magyar nyelvből. Később a Debreceni Egyetemen szerzett doktori fokozatot pszichológiából. A budapesti Semmelweis Egyetemen pedig klinikai pszichológiára szakosodott. 2011-ben szerzett doktori címet pszichológia tudományokból a Pécsi Tudományegyetemen.

### Amber Smith
Kőváry 2005-ben csatlakozott az Amber Smith nevű indie rock zenekarhoz. Kőváry az Amber Smith RePRINT és az Introspective két albumán játszott.

### The Trousers
Kőváry a The Trousers nevű indie-garázs rock zenekar alapító tagja.

## Diszkográfia
Amber Smith
- rePrint (2006)
- Introspective (2008)

The Trousers
- Dive insane (2007)
- Planetary process (2008)
- Soul machine (2010)
- Sister sludge (2012)
- Freakbeat (2013)
- Mother of illusion (2015)

## Hangszerek
Gitárok
- Gibson Reverse Flying V

Effect pedálok
- Boss DS-2
- Electro-Harmonix Big Muff

Erősítők
- Orange

## Fordítás
Ez a szócikk részben vagy egészben  a   Zoltán Kőváry című angol Wikipédia-szócikk ezen változatának fordításán alapul.  Az eredeti cikk szerkesztőit annak laptörténete sorolja fel. Ez a jelzés csupán a megfogalmazás eredetét és a szerzői jogokat jelzi, nem szolgál a cikkben szereplő információk forrásmegjelöléseként.